# Astragalus bicuspis
Astragalus bicuspis är en ärtväxtart som beskrevs av Fisch.. Astragalus bicuspis ingår i släktet vedlar, och familjen ärtväxter. Inga underarter finns listade i Catalogue of Life.